# Mi último hombre
Mi último hombre és una pel·lícula xilena de l'any 1996, del gènere thriller.

## Sinopsi
Florència és una periodista que s'ha fet cèlebre amb els seus reportatges. Una parella de guerrillers pren el control d'una estació de radi, on un home és assassinat. Florència els ha gravat. No obstant això, la periodista —que està casada amb Álvaro, un important membre del govern— se sent perdudament atreta per Pedro, un dels guerrillers. Pedro al seu torn té un compromís amb Luisa, la seva companya d'armes. D'altra banda, Álvaro manté un affaire amb Carmen, la millor amiga de Florència.

## Crèdits
- Cinematografia: Gastón Rocca
- Edició: Rodolfo Wedeles i Fernando Guarniniello[1]

## Repartiment
- Claudia Di Girólamo com Florencia.
- Willy Semler com Pedro.
- Liliana García com Luisa.
- Francisco Reyes com Álvaro.
- Boris Quercia com Rodrigo.
- Adriana Vacarezza com Carmen.
- Alejandro Castillo com Javier.
- Rodolfo Pulgar com Roberto.
- Álvaro Escobar como Ignacio.
- Patricio Bunster com "Vell del Sac".
- Amparo Noguera com Rosalía, gitana.
- Eduardo Osorio com Patricio.
- Arnaldo Berríos com Ministre.